# Enterprise (Oklahoma)
Pour les articles homonymes, voir Enterprise.
Enterprise est une census-designated place du comté de Haskell, dans l'État d'Oklahoma, aux États-Unis. En 2020, elle compte une population de 170 habitants.